# Abrochia sanguiceps
Abrochia sanguiceps är en fjärilsart som beskrevs av Druce 1898. Abrochia sanguiceps ingår i släktet Abrochia och familjen björnspinnare. Inga underarter finns listade i Catalogue of Life.